# Joseph Alois Rink
Joseph Alois Rink (* 12. März 1756 in Weißenstein; † 19. März 1825 in Donzdorf) war ein Historiker und katholisch-theologischer Schriftsteller.

## Leben
Der Sohn des Weißensteiner Organisten und Schulmeisters Joseph Rink besuchte das Klostergymnasium der Neresheimer Benediktiner. Anschließend studierte er an der bayerischen Landesuniversität Ingolstadt katholische Theologie. 1780 wurde er nach dem Besuch des Konstanzer Priesterseminars in Meersburg zum Priester geweiht.
Rink, dessen Ausbildung die Freiherren von Rechberg (die Ortsherren von Weißenstein) finanziert hatten, kehrte in die Heimat zurück und wurde nach einer kurzen Zeit als rechbergischer Hauslehrer 1781 mit dem neu geschaffenen Amt eines rechbergischen „Landes-Schuldirektors“ betraut. 1783 wurde er Pfarrer auf dem Hohenrechberg, 1785 in Weißenstein, 1790 in Böhmenkirch. Ein Jahr später wurde er an der Universität Ingolstadt zum Doktor der Philosophie promoviert. Von 1806 bis zu seinem Tod war Rink Pfarrer in Donzdorf, seit 1815 auch Dekan des Landkapitels Geislingen.

## Würdigung
Rink war ein typischer Vertreter der kirchlichen Aufklärung. Der evangelische Publizist Johann Gottfried Pahl zählte ihn in seinem Nachruf zu den Männern, die auf katholischer Seite „dem Obscurantismus und Ultramontanismus entgegen wirkten und die Sache des Lichts und der geistigen Freiheit förderten“. In seinen kirchenpolitischen Schriften plädierte Rink unter anderem für die Muttersprache im Gottesdienst und die Aufhebung des Zölibats.
Als Gegner des barocken Wallfahrtswesens veranlasste er den Abbruch der Kolomanskapelle bei Böhmenkirch (1799) und die Aufhebung der populären Bernhardus-Wallfahrt (1806).
Rinks historisches Hauptwerk ist die ungedruckt gebliebene „Familien Geschichte der Schwäbischen Dynasten von Rechberg und rothen Löwen“ (datiert 1806, handschriftlich in mehreren Fassungen in Rechbergischen Archiv in Donzdorf, wo auch Rinks wissenschaftlicher Nachlass ruht).
Ein Nebenprodukt dieses mehrbändigen Werks war die kurze Gmünder Stadtgeschichte von 1802.